# Lethrus antovae
Lethrus antovae is een keversoort uit de familie mesttorren (Geotrupidae). De wetenschappelijke naam van de soort werd in 1957 gepubliceerd door Medvedev.